# Кухня. Остання битва
«Кухня. Остання битва» — російський комедійний художній фільм режиссера Антона Федотова. Прем'єра фільму в Росії відбулася 20 квітня 2017 року.

## Сюжет
На прохання Президента Росії Віктор Баринов зі своєю командою відправляється до Сочі на Світовий чемпіонат серед кухарів. Як виявилося, допомагати йому буде його син, про якого він дізнається напередодні чемпіонату.

## Історія створення
Спочатку зйомки фільму планувалося проводити в Китаї (робоча назва була «Кухня в Шанхаї»), але врешті-решт фільм вирішили знімати у Росії (Сочі та Москва), а також Абхазії під іншою назвою — «Кухня: Остання битва». Самі зйомки проходили з вересня 2016 року до лютого 2017 року.

## У ролях
| Актор              | Роль |
| ------------------ | --- |
| Дмитро Назаров     | Віктор Петрович Баринов шеф-кухар ресторану «Victor»                                                          |
| Дмитро Нагієв      | Дмитро Володимирович Нагієв власник ресторану «Claude Monet», ведучий Світового кулінарного чемпіонату        |
| Сергій Лавигін     | Арсеній Чуганін (Сеня) кухар-універсал ресторану «Victor», фахівець із м'яса                                  |
| Олег Табаков       | Петро Аркадійович Баринов батько Віктора Баринова                                                             |
| Анфіса Чорних      | Анна Сіріна кухар збірної Франції                                                                             |
| Кирило Ковбас      | Іван Набоков син Віктора Баринова                                                                             |
| Сергій Єпішев      | Лев Соловйов (Льова) су-шеф ресторану «Victor»                                                                |
| Михайло Тарабукін  | Федір Юрченко (Федя) кухар-універсал ресторану «Victor», фахівець з риби                                      |
| Микита Тарасов     | Людовик Бенуа (Луї) кондитер-пекар ресторану «Victor»                                                         |
| Михайло Башкатов   | Денис Крилов музикант, хлопець Каті                                                                           |
| Валерія Федорович  | Катерина Семенова (Катя) су-шеф молекулярної кухні ресторану «Victor», дочка Віктора Баринова, дівчина Дениса |
| Марина Могилевська | Олена Павлівна Соколова шеф-кухар ресторану «Arcobaleno», дружина Віктора Баринова                            |
| Ольга Кузьміна     | Анастасія Степанівна Фоміна (Настя) артдиректор ресторану «Victor»                                            |
| Андрій Малахов     | камео |

## Факти
- У зйомках фільму взяли участь зірки світової кухні — Стюарт Ян Белл, Деміен Дювіо, Вільям Ламберт та інші.